# Ситке
Ситке (ест. Sõtke jõgi) малена је река на крајњем истоку Естоније. Протиче преко територије њеног округа Ида-Вирума. Улива се у Фински залив и припада басену Балтичког мора.
Свој ток започиње у језерском подручју Куртна одакле тече у смеру севера и након 24 km тока улива се у Фински залив код града Силамае. Укупна површина њеног сливног подручја је 93,7 km².
У доњем делу тока преграђена је са три мање бране чиме је формирана каскада мањих вештачких језера. Највеће језеро има површину од око 30 хектара и максималну дубину у од 7 метара.